# The Neighbourhood
The Neighbourhood (транскр.  Нејборхуд, понекад се користи скраћеница "THE NBHD") је америчка рок група основана 2011. године у Њубери Парку у Калифорнији. Група је састављена од вокала Џесија Радерфорда, гитариста Џеремија Фридмена и Зека Ејбелса, басисте Мајкија Маргота и бубњара Брендона Александера Фрајда. Након што су објавили два ЕП-а, "I'm Sorry..." и "Thank You", The Neighbourhood су објавили свој први албум "I love you" 23. априла 2013. године преко дискографске куће Коламбија рекордс. Исте године, објављен је ЕП "The Love Collection", а новембра 2014. године, објавили су микстејп под називом "#000000 & #FFFFFF". Други албум, "Wiped Out!" објављен је 30. октобра 2015. године. Трећи албум са називом "The Neighbourhood" објавили су 9. марта 2018. године, што је дошло након два ЕП-а "Hard" који је изашао 22. септембра 2017. године, а који се накратко нашао на Билборд 200, те "To Imagine" који је изашао 12. јануара 2018. године. 